# Кампанаријело (Напуљ)
Кампанаријело је насеље у Италији у округу Напуљ, региону Кампанија.
Према процени из 2011. у насељу је живело 222 становника. Насеље се налази на надморској висини од 8 м.